# Švýcarský systém
Švýcarský systém je běžně užívaný typ rozpisu utkání turnajů v šachu, bridži, scrabble, squashi, badmintonu, pétanque, kuličkách a dalších hrách, kde dva hráči nebo týmy stojí v utkáních proti sobě. Poprvé byl tento systém použit na curyšském šachovém turnaji v roce 1895. Proto se nazývá švýcarským.

## Párování
Princip švýcarského systému spočívá v rozdělení hráčů tak, aby proti sobě v každém kole hráli stejně nebo alespoň co nejpodobněji kvalitní hráči z předchozích kol.
První kolo je buď nalosováno nebo určeno podle žebříčku hráčů, například z hodnocení Elo. Hráči, kteří zvítězí, obdrží bod, hráči remizující získají půl bodu (v některých sportech remíza není) a poražení nedostanou bod žádný. V dalším kole vítězi hrají proti vítězům, remizující proti remizujícím a poražení proti poraženým. V dalších kolech hrají proti sobě soupeři se stejným nebo co nejpodobnějším skóre. Žádný hráč nehraje dvakrát se stejným hráčem. V některých hrách, např. v šachu, se také dbá na to, aby každý hráč hrál stejně zápasů s bílými a černými figurami, a to nejlépe střídavě, nebo alespoň tak, aby nikdo nehrál se stejnou barvou figur třikrát v řadě.
Základní pravidlo je následné seřazení hráčů ve skupinách se stejným skóre podle žebříčku. Hráči z horní poloviny každé skupiny hraje s hráči z dolní poloviny. Například pokud má osm hráčů stejný počet bodů, první z nich hraje s pátým, druhý se šestým atd. Ke změnám dochází jen pokud by se znovu setkali hráči, kteří již spolu hráli, nebo pokud by někdo musel hrát s nějakou barvou figur častěji než s barvou druhou.
Podrobná pravidla párování jsou obvykle dost složitá a páry tak většinou určuje počítač.

## Konečné výsledky
Turnaj se hraje v předem určeném počtu kol. Po posledním kole jsou hráči seřazeni podle jejich skóre. Pokud mají někteří hráči stejné skóre, o výsledku rozhoduje o pořadí pomocné hodnocení, obvykle Buchholzovo hodnocení.

## Analýza, výhody a nevýhody
Určení jasného vítěze obvykle vyžaduje stejný počet kol jako vyřazovací systém, tedy {\displaystyle \left\lceil \log _{2}(n)\right\rceil } kol, kde {\displaystyle n} je počet hráčů. Tři kola tedy stačí pro osm hráčů, čtyři pro šestnáct atd. Pokud se hraje méně kol, hrozí, že dva hráči mohou vyhrát všechna svá utkání, protože nehráli proti sobě.
Oproti vyřazovacímu systému má švýcarský systém tu výhodu, že nikoho z turnaje nevyřazuje. Každý účastník tedy dopředu ví, kolik kol bude hrát, a to všechna. Pokud je hráčů lichý počet, jeden v každém kole přebývá. Takový hráč v daném kole nehraje, ale získá bod jako kdyby toto kolo vyhrál. Během turnaje může získat pouze jeden takový bod.
Další výhodou je, že systém určí konečné vzájemné pořadí pro všechny účastníky turnaje, ne jen pro vítěze jako v případě vyřazovacích bojů. Ve vyřazovacím systému například poražený finalista nemusí být druhým nejlepším hráčem turnaje, protože ten mohl být vyřazen vítězem finále v předchozích kolech.
Turnaj hraný švýcarským systémem nekončí vždy vyvrcholením, tedy jako souboj dvou zatím nejlepších v turnaji. Může se stát, že některý hráč je tak dobrý, že si může být jist vítězstvím již před posledním kolem. V některých turnajích se proto hrají dodatková vyřazovací utkání mezi nejlepšími.
V porovnání se systémem každý s každým dokáže švýcarský systém spolehlivě určit pořadí v rozumném počtu kol. Na druhou stranu v každém kole se hraje stejný počet utkání, takže vyřazovací systém se více hodí, když lze zároveň hrát jen omezený počet her, například v tenisu.

## Varianty

### Zrychlený švýcarský systém
Tato metoda je používaná ve velkých turnajích, kde je počet hráčů větší než optimální vzhledem k počtu kol. Nejlepší hráči jsou spárováni rychleji než v klasickém švýcarském systému a počet hráčů se stoprocentním ziskem bodů je redukován dřív v případě, že vyhrávají výše nasazení hráči. V praxi to je řešeno tak, že první polovina hráčů dostane pro první dvě kola fiktivní bod pro losování, který je jim po druhém kole odebrán.